# Rakova (miasto Čačak)
Rakova (cyr. Ракова) – wieś w Serbii, w okręgu morawickim, w mieście Čačak. W 2011 roku liczyła 661 mieszkańców.